# Фу Хао
Фу Хао (*妇好, д/н —бл. 1200 до н. е.) — китайська військова діячка, дружина У-діна, володаря династії Шан.

## Життєпис
Про походження і родину немає відомостей. Була однією з 64-х дружин володаря У-діна (1238–1180 до н. е.). Є однією з видатних жінок династії Шан. Померла ще за життя чоловіка. Хоча вона й не згадується в письмових джерелах чжоуського періоду, її ім'я фігурує у не менш ніж 170–180 написах на ворожильних кістках.
Відомо, що вона очолювала військові кампанії шанців, що свідчить про значний статус її родини та напівматріархальний характер тогочасної китайської держави. Є відомості про її перемоги над державами ту-Фан, Ба, Ї, Цян. Завдяки військовим талантам і звитязі Фу Хао стала шанованою. Надалі, після смерті Фу Хао, шанські військовики закликали її дух для перемог.
Водночас Фу Хао виконувала обов'язки верховної жриці та оракула-заклинателя. Володар У-дін, що мав монополію на здійснення ритуалів, доручав здійснення подібних Фу Хао. Про це свідчать дослідження археологів.
Після смерті було зведено велику гробницю, виявлену у 1976 році. Похоронний інвентар Фу Хао складався з 7000 раковин каурі, що були у той час засобом грошового обігу, і 1928 предметів: 440 бронзових виробів, 130 зразків зброї, 220 посудин, набір з 50 великих і малих дзвонів і 3 дзеркала; 790 нефритових виробів та необроблених шматків нефриту, зокрема 14 ритуально-церемоніальних дисків-бі та «кубків»-цун і прикраси; 550 виробів з кістки; набір статуеток (людей, тварин і птахів) з нефриту, каменя та бронзи. Гробниця має величезну культурну цінність, оскільки на відміну від інших царських поховань династії Шан вона не була пограбована у пізніші часи.